# 192155 Hargittai
192155 Hargittai è un asteroide della fascia principale. Scoperto nel 2006, presenta un'orbita caratterizzata da un semiasse maggiore pari a 3,0127110 UA e da un'eccentricità di 0,0368654, inclinata di 1,98022° rispetto all'eclittica.